# Banque de dépannage linguistique
Pour les articles homonymes, voir BDL.
La Banque de dépannage linguistique (BDL) est une banque de données mise en ligne par l'Office québécois de la langue française (OQLF). Créée en 2002, elle contribue à la mission de l'OQLF, qui consiste notamment à « assister et [à] informer l’Administration, les organismes parapublics, les entreprises, les associations diverses et les personnes physiques en ce qui concerne la correction et l’enrichissement de la langue française parlée et écrite au Québec».
Présentant plus de 2 600 articles répartis en 11 thèmes (grammaire; orthographe ; syntaxe ; vocabulaire ; emprunts à l'anglais ; ponctuation ; prononciation ; typographie ; noms propres ; sigles, abréviations et symboles ; rédaction et communication), elle permet de répondre aux questions que se posent ses usagers sur la langue française.
En 2021-2022, plus de 4,4 millions d’internautes ont utilisé la BDL, y parcourant plus de 14,7 millions de pages.
En 2022, l'OQLF a rendu disponible la Vitrine linguistique, un site web permettant aux internautes d'interroger simultanément la Banque de dépannage linguistique et le Grand dictionnaire terminologique. La Vitrine linguistique offre « un accès rapide et unique pour obtenir des réponses [aux] questions sur la langue française. » En janvier 2023, le contenu de la BDL n'est accessible que sur la Vitrine linguistique.   